# Sladkovodní jezero

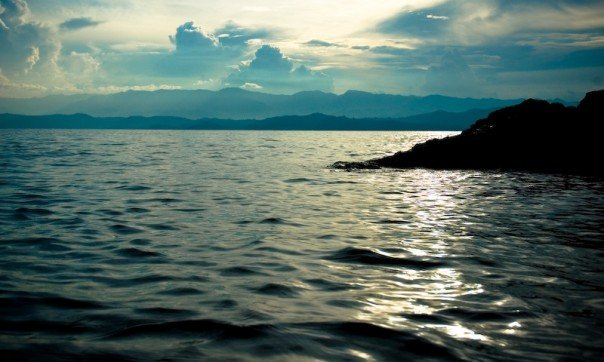
Jezero Kivu

Sladkovodní jezero – je druh jezera, v jehož vodě je rozpuštěné jen minimální množství minerálních látek. Jako maximální hranice se udává 0,5 popř. 1 g/l tj. 0,5 až 1‰. Jezera s větším obsahem minerálních látek se označují jako brakická.
Zdrojem vody jsou většinou dešťové a sněhové srážky popř. tající ledovce.

## Příklady
- Evropa – Ladožské jezero, Oněžské jezero
- Asie – Bajkal, Chövsgöl núr
- Afrika – Tanganika, Malawi, Viktoriino jezero, Kivu
- Severní Amerika – Velká jezera (Hořejší jezero, Michigan-Huron, Erijské jezero, Ontarijské jezero), Velké Medvědí jezero, Velké Otročí jezero, Winnipežské jezero, Athabasca, Nikaragua
- Antarktida – Vostok